# Гусаров Микола Іванович
Микола Іванович Гусаров (нар. 3 (16) серпня 1905, слобода Ніколаєвська Царевського повіту Астраханської губернії, Російська імперія, тепер місто Ніколаєвськ Волгоградської області, Російська Федерація — 17 березня 1985, місто Москва, РРФСР, СРСР) — російський радянський партійний діяч. Кандидат в члени ЦК ВКП(б) (1939–1952). Депутат Верховної Ради СРСР 1—4-го скликань, член Президії ВР СРСР (1946–1950).

## Біографія
Народився в родині ремісника-бляхаря. У травні 1916 — жовтні 1919 р. — хлопчик в магазинах, наймит у купців та заможних селян Ніколаєвської слободи. У жовтні 1919 — вересні 1920 р. — розсильний Ніколаєвського повітового виконавчого комітету.
У вересні 1920 — лютому 1921 р. — агент Ніколаєвського кримінального розшуку. У лютому — листопаді 1921 р. — боєць і діловод польового штабу кавалерійського загону по боротьбі з бандитизмом Ніколаєвської повітової міліції. У 1921 році вступив до комсомолу.
У листопаді 1921 — червні 1922 р. — керуючий справами Ніколаєвського повітового виконавчого комітету. У червні 1922 — січні 1923 р. — завідувач організаційного відділу Ніколаєвського повітового комітету комсомолу. У січні — червні 1923 р. — заступник редактора Ніколаєвської повітової газети «Красный пахарь». У червні 1923 — червні 1924 р. — інформатор Ніколаєвського повітового комітету РКП(б) Царицинської губернії. У червні 1924 — серпні 1925 р. — завідувач організаційного відділу Ніколаєвського повітового комітету комсомолу.
Член ВКП(б) з березня 1925 року.
У серпні 1925 — листопаді 1926 р. — відповідальний інструктор Сталінградського губернського комітету комсомолу (ВЛКСМ). У листопаді 1926 — листопаді 1927 р. — відповідальний секретар Урюпинського (Хоперського) окружного комітету ВЛКСМ Сталінградської губернії.
У листопаді 1927 — лютому 1929 р. — командир відділення 44-го прикордонного загону військ ОДПУ в місті Ленкорань Азербайджанської РСР.
У лютому 1929 — лютому 1930 р. — заступник редактора і відповідальний секретар окружної газети «Красный Хопер» у місті Урюпинську Нижньоволзького краю.
У лютому 1930 — вересні 1931 р. — керівник групи підготовки кадрів і представник ЦК ВЛКСМ у Колгоспцентрі СРСР у Москві. У 1930 році закінчив курси «парттисячників» у Москві, навчався на курсах підготовки до вищого навчального закладу.
У вересні 1931 — вересні 1933 р. — студент літакобудівного факультету Московського авіаційного інституту.
У вересні 1933 — березні 1935 р. — заступник, виконувач обов'язків начальника Політичного відділу молоко-м'ясорадгоспу «Чалобай» Жармінського району Східно-Казахстанської області. У березні 1935 — березні 1937 р. — начальник Політичного відділу Чорноіртишського молоко-м'ясорадгоспу Зайсанського району Східно-Казахстанської області.
У березні — вересні 1937 р. — студент літакобудівного факультету Московського авіаційного інституту. У вересні 1937 — березні 1938 р. — секретар комітету ВКП(б) Московського авіаційного інституту. У березні — квітні 1938 р. — відповідальний організатор відділу керівних партійних органів ЦК ВКП(б).
У квітні — червні 1938 р. — виконувач обов'язків, у червні 1938 — січні 1939 р. — 2-й секретар Свердловського міського комітету ВКП(б). Одночасно, у червні — липні 1938 р. — 3-й секретар Свердловського обласного комітету ВКП(б).
3 жовтня 1938 — 26 лютого 1939 р. — 1-й секретар Організаційного бюро ЦК ВКП(б) по Пермській області. 4 березня 1939 — 19 квітня 1946 р. — 1-й секретар Молотовського обласного і міського комітетів ВКП(б).
У квітні 1946 — березні 1947 р. — інспектор Управління з перевірки партійних органів ЦК ВКП(б).
7 березня 1947 — 3 червня 1950 р. — 1-й секретар ЦК Компартії Білорусі та член Бюро ЦК КП(б)Б.
У червні 1950 — травні 1953 р. — інспектор ЦК ВКП(б). У травні — грудні 1953 р. — завідувач сектору відділу партійних, профспілкових і комсомольських органів ЦК КПРС.
26 листопада 1953 — 31 серпня 1955 р. — 1-й секретар Тульського обласного комітету КПРС.
У листопаді 1955 — листопаді 1957 р. — заступник міністра місцевої промисловості РРФСР. У листопаді 1957 — червні 1958 р. — старший референт Управління справами Ради міністрів РРФСР. У червні 1958 — лютому 1965 р. — старший інструктор відділу радянських органів Ради міністрів РРФСР.
У лютому — листопаді 1965 р. — завідувач територіальної групи Уралу і Західного Сибіру відділу радянських органів Управління справами Ради міністрів РРФСР. У листопаді 1965 — липні 1971 р. — заступник завідувача організаційно-інструкторського відділу Управління справами Ради міністрів РРФСР. У липні 1971 — травні 1984 р. — радник при Раді міністрів РРФСР.
З травня 1984 р. — персональний пенсіонер союзного значення у Москві.
Похований у Москві на Новодівичому цвинтарі.

## Нагороди
- чотири ордени Леніна (.11.1942; .02.1944; .03.1945; .12.1948)
- орден Трудового Червоного Прапора (.07.1943)
- два ордени Знак Пошани (1965; 1971)
- медалі